# Muzeul Civilizației Urbane Brașov

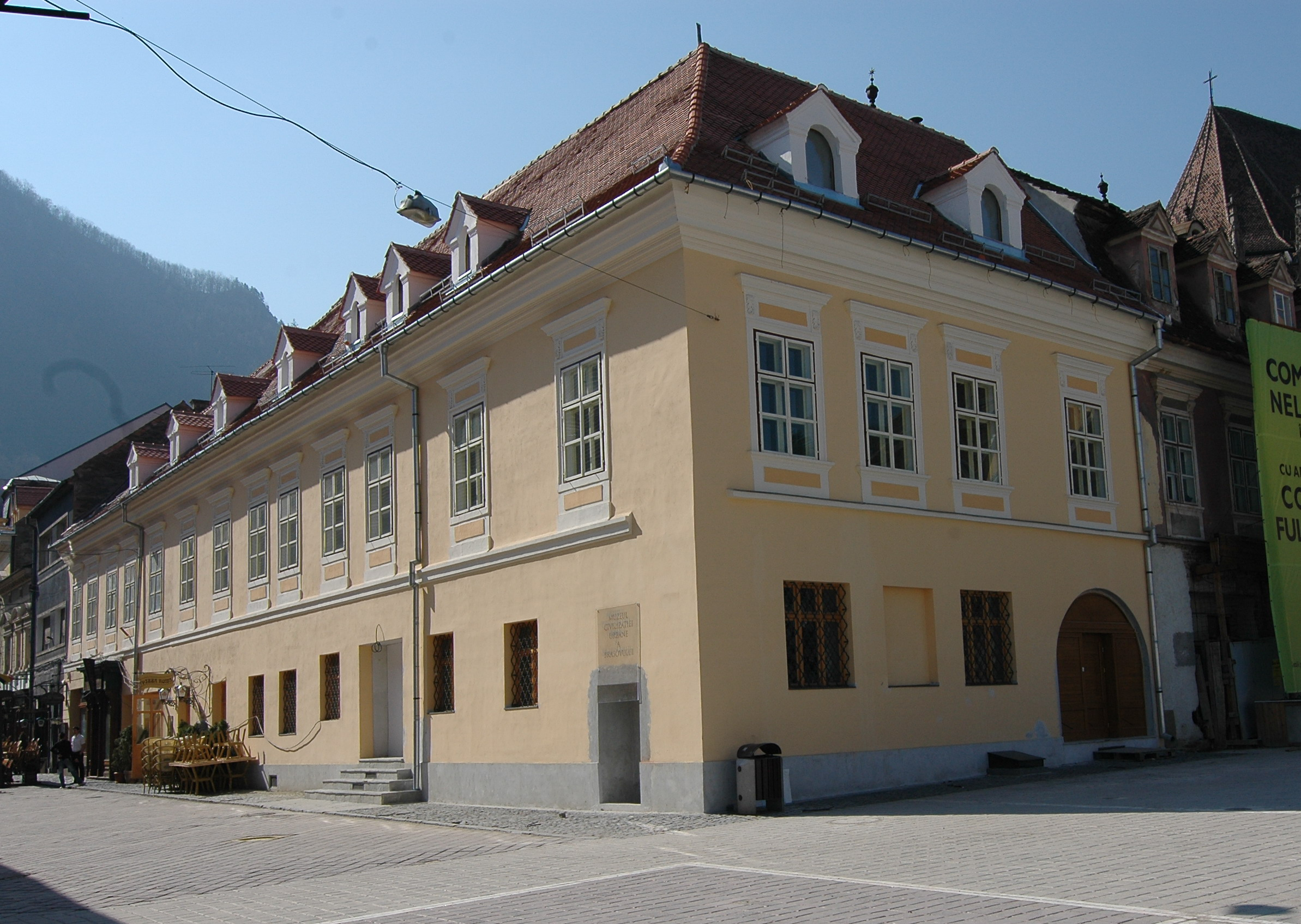
Casa de la Piața Sfatului nr. 15, ce găzduiește muzeul

Muzeul Civilizației Urbane a Brașovului este o secție a muzeului de entografie Brașov și a fost deschis oficial pe 8 septembrie 2009. Se află vizavi de galeriile comerciale Corona, la Piața Sfatului nr. 15.

## Informații

### Obiectiv
"Ideile puse în lumină prin aranjamentele realizate (deocamdată doar la parter) ar fi caracterul comercial al clădirii, al Pieței Sfatului și al Kronstadtului de atunci, interferențele culturale dintre Orient și Occident, dar și obiceiurile săsești ilustrate de două costume tradiționale impecabile ale patricienilor."

### Program de vizitare
Vara
- Marți - Duminică: 10:00 - 18:00
- Luni: închis

Iarna
- Marți - Duminică: 9:00 - 17:00
- Luni: închis

### Bilete
- Bilet întreg - 5 lei
- Bilet elev/student - 2 lei
- Bilet pensionar - 3 lei